# Oituz (okręg Covasna)
Oituz (węg. Ojtoz) – wieś w Rumunii, w okręgu Covasna, w gminie Brețcu. W 2011 roku liczyła 313 mieszkańców.